# Daniel Martin
Daniel "Dan" Martin (Birmingham, Anglaterra, 20 d'agost de 1986) és un ciclista irlandès, professional des del 2008 fins al 2021.

## Biografia

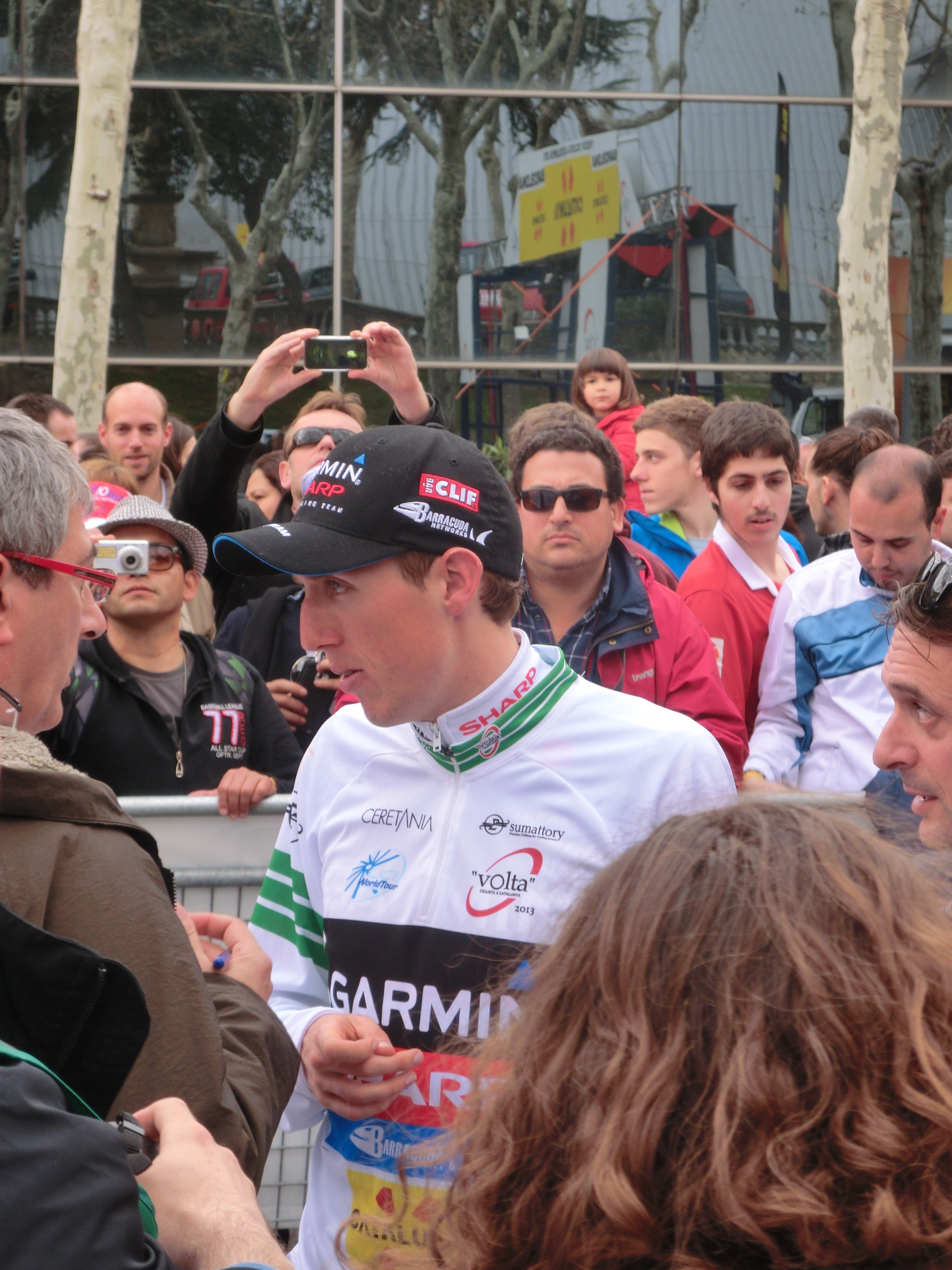
Daniel Martin després de guanyar la Volta a Catalunya de 2013

Nascut a Anglaterra, és fill de Neil Martin, ciclista anglès dels anys 80 i Maria Roche, germana de Stephen Roche. El 2004 va guanyar el Campionat de la Gran Bretanya en ruta junior, però més tard optà per la nacionalitat irlandesa.
El 2008 passà al professionalisme, tot guanyant el campionat nacional en ruta i la Ruta del Sud. El 2009, tot i no aconseguir cap victòria, queda segon de la Volta a Catalunya i tercer al Tour del Mediterrani.
El 2010 guanyà la seva cursa primera cursa per etapes d'una setmana, la Volta a Polònia, mentre que el 2011 obtenia la seva primera victòria d'etapa en una gran volta, en imposar-se en la 9a etapa de la Volta a Espanya.
El 2013 guanya per primer cop la classificació general de la Volta a Catalunya després d'imposar-se en una escapada èpica en la 4a etapa i que considera una de les millors victòries de la seua carrera.
Altres moments destacats de la seva carrera van ser quan al mateix any venç a la Lieja-Bastogne-Lieja i al 2014 guanya la Volta a Llombardia tenint així dos dels cinc monuments del ciclisme al seu palmarès.
Un altre dels seus mèrits més destacats són disposar de victòries d'etapa a les 3 Grans Voltes: Giro'21, Tour'18 i Vuelta '11 i '20.

## Palmarès
- 2004
  -  Campió del Regne Unit júnior en ruta
- 2006
  - 1r al Tour de Grandview
  - Vencedor d'una etapa del Giro de la Vall d'Aosta
- 2007
  - 1r al Tour del País de Savoia i vencedor d'una etapa
  - 1r al Cat's Hill Classic
  - Vencedor d'una etapa del Giro de la Vall d'Aosta
- 2008
  -  Campió d'Irlanda en ruta
  -  Campió d'Irlanda sub-23 en ruta
  - 1r a la Ruta del Sud
- 2010
  - 1r a la Volta a Polònia i vencedor d'una etapa
  - 1r a la Tre Valli Varesine
  - 1r a la Japan Cup
  - 1r a la Halfords Tour Series Overall Sprints Competition
  - 1r a la Halfords Tour Series Dublin criterium
- 2011
  - 1r al Giro de Toscana
  - Vencedor d'una etapa de la Volta a Espanya
  - Vencedor d'una etapa de la Volta a Polònia
- 2013
  -  1r a la Volta a Catalunya i vencedor d'una etapa
  - 1r a la Lieja-Bastogne-Lieja
  - Vencedor d'una etapa del Tour de França
- 2014
  - 1r a la Volta a Llombardia
  - Vencedor d'una etapa al Tour de Pequín
- 2016
  - Vencedor d'una etapa a la Volta a la Comunitat Valenciana
  - Vencedor d'una etapa a la Volta a Catalunya
- 2017
  - Vencedor d'una etapa a la Volta a l'Algarve
- 2018
  - Vencedor d'una etapa al Critèrium del Dauphiné
  - Vencedor d'una etapa al Tour de França i del  Premi de la combativitat
- 2020
  - Vencedor d'una etapa a la Volta a Espanya
- 2021
  - Vencedor d'una etapa a la Giro d'Itàlia

### Resultats al Tour de França
- 2012. 35è de la classificació general
- 2013. 33è de la classificació general. Vencedor de la 9a etapa
- 2015. 39è de la classificació general
- 2016. 9è de la classificació general
- 2017. 6è de la classificació general
- 2018. 8è de la classificació general. Vencedor d'una etapa.  Premi de la combativitat
- 2019. 18è de la classificació general
- 2020. 41è de la classificació general
- 2021. 40è de la classificació general

### Resultats a la Volta a Espanya
- 2009. 53è de la classificació general
- 2011. 13è de la classificació general. Vencedor d'una etapa
- 2013. No surt (8a etapa)
- 2014. 7è de la classificació general
- 2015. Abandona (8a etapa)
- 2018. No surt (10a etapa)
- 2020. 4t de la classificació general. Vencedor d'una etapa

### Resultats al Giro d'Itàlia
- 2010. 57è de la classificació general
- 2014. Abandona (1a etapa)
- 2021. 10è de la classificació general. Vencedor d'una etapa